# Resolució 693 del Consell de Seguretat de les Nacions Unides
La Resolució 693 del Consell de Seguretat de les Nacions Unides, adoptada per unanimitat el 20 de maig de 1991 va establir la Missió d'Observació de les Nacions Unides al Salvador per verificar el govern dirigit per militars de El Salvador i el compliment dels drets humans per la milícia Frente Farabundo Martí para la Liberación Nacional d'acord amb l'acord que ambdues parts van signar a San José el 1990.
El Consell va establir la Missió per un període inicial de dotze mesos, demanant a ambdues parts que continuessin el procés de negociacions per ajudar a posar fi a la Guerra Civil d'El Salvador i també cooperar amb el secretari general Javier Pérez de Cuéllar i el seu representant.
Segons Boutros Boutros-Ghali, el secretari general de les Nacions Unides de 1992 a 1997, la Missió a El Salvador va ser la "primera missió internacional de dur a terme la verificació dins d'un estat membre sobirà de les Nacions Unides, abans de l'acord d'alto el foc".